# Gerasimus van Kefalonia

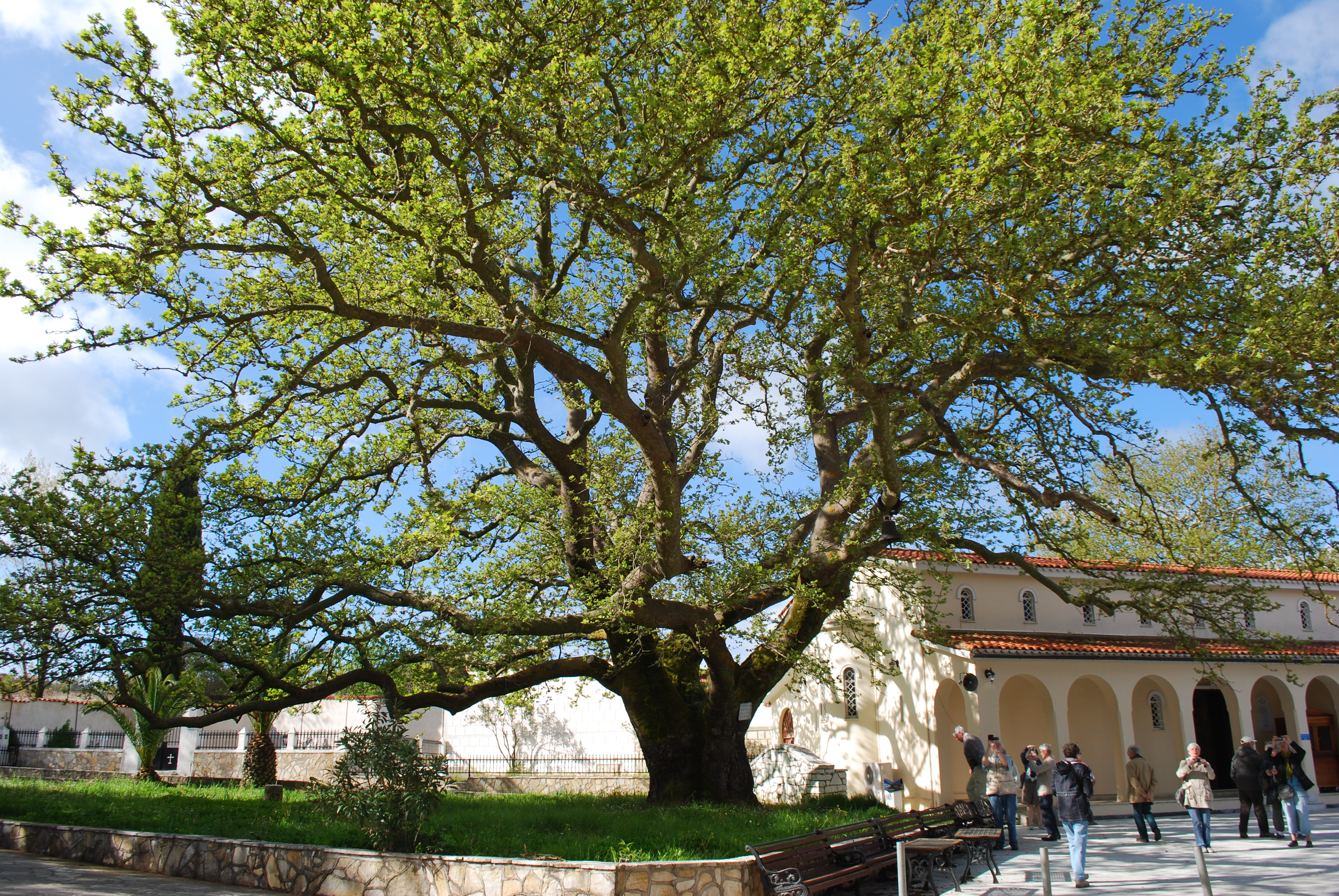
De plataan bij het klooster van Gerasimus van Kefalonia

Gerasimus van Kefalonia (Trikala 1506 - Valsamata 15 augustus 1579) was een monnik, asceet en heilige van de Grieks-Orthodoxe Kerk. Hij is de beschermheilige van het eiland Kefalonia.

## Levensloop
Georgios Notaras werd geboren in een welvarend gezin, als zoon van Demetrios Notaras en Kallie Notaras. Zijn geboorteplaats was Trikala, een dorpje op de Peloponnesus. Het geslacht Notaras had veel militairen en bestuurders van het Byzantijnse Rijk voortgebracht en zijn vader was familie van hertog Loucas Notaras, de laatste admiraal van Byzantium die terecht werd gesteld na de Val van Constantinopel. Als jongeling ontvluchtte Georgios het ouderlijk huis en meldde zich in 1527 als noviet bij een klooster op het eiland Zakynthos. Hierna bezocht hij de kerken en kloosters van Istanboel. Uiteindelijk kreeg hij toestemming monnik te worden op de Oros Athos waar hij een ascetische levenswijze voerde. Gezien zijn rusteloze natuur liet men hem rond zijn dertigste levensjaar naar Jeruzalem gaan om een bedevaart te maken naar het Heilig Graf. Om zijn innerlijke twijfel te overwinnen besloot Georgios net als Jezus veertig dagen vastend in de woestijn door te brengen. Hij werd archimandriet bij de Heilig Grafkerk. In deze periode nam hij de naam Gerasimos aan, naar de vijfde-eeuwse heilige Gerasimos van de Jordaan. In deze jaren bezocht hij vele christelijke instituties in het Midden-Oosten, onder andere in Egypte.
In 1548 verliet hij Jeruzalem voor Kreta. In 1550 keerde hij terug naar Zakynthos en ging als heremiet leven in een grot. In 1555 ging hij naar het eiland Kefalonia en leefde vijf jaar als een kluizenaar in een grot bij Lassi. In 1560 vertrok hij naar Omala waar hij een vrouwenklooster stichtte. Gerasimos kreeg hier de reputatie bezetenen te kunnen genezen door boze geesten uit te drijven. In 1579 stierf hij.

## Verering
In 1581 werd zijn graf geopend en zijn lijk bleek onbedorven te zijn. Kefalonia was sinds 1209 meestal in handen van de Republiek Venetië en de katholieke autoriteiten van het eiland waren nogal skeptisch over dit wonder. Ze stopten het stoffelijk overschot voor nog eens een jaar onder de grond maar na opgraving was er weinig verschil. In 1622 werd hij door de Grieks-Orthodoxe kerk heilig verklaard als Άγιος Γεράσιμος. Zijn naamdag is niet 15 augustus maar 16 augustus, omdat op 15 augustus de Koimesis gevierd wordt ofwel de Dormitio Beatae Virginis, de orthodoxe versie van Maria Hemelvaart. Zijn belangrijkste feest is echter op 20 oktober, de datum dat hij weer opgegraven werd. Zijn relieken worden nog steeds bewaard in een zilveren kist in de aan hem gewijde kerk bij het klooster Nieuw Jeruzalem op het plein waarvan een reusachtige plataan staat die volgens de legende nog door de heilige geplant zou zijn.
In de loop der tijd viel Gerasimus een steeds devoter verering ten deel. Veel mannen op Kefalonia heten Gerásimos. Bij de jaarlijkse bedevaart naar de kerk op 20 oktober is er een translatie: de pelgrims gaan in een lange rij achter elkaar op de grond liggen en de zilveren kist wordt over ze heen getild. De hulp van Gerasimus wordt bij allerlei gelegenheden ingeroepen. Mensen met psychische problemen hopen door hem genezen te worden.